# ساندي لانيلا
ساندي لانيلا (بالإيطالية: Sandy Iannella)‏: مهاجمة كرة قدم إيطالية، وتلعب حاليا لفريق سي إف توريس CF في دوري الدرجة الأولى الإيطالي ، وكانت تلعب في دوري الدرجة الثالثة مع فريق إف سي إف ليفورنو.
وكانت تلعب أيضا مع المنتخب الإيطالي للسيدات تحت 19 عام.

## روابط خارجية
- ساندي لانيلا على موقع الاتحاد الأوربي (الإنجليزية)
- ساندي لانيلا على موقع قاعدة بيانات كرة القدم.إي يو (الإنجليزية)
- ساندي لانيلا على موقع Soccerway.com (الإنجليزية)
- ساندي لانيلا على موقع عالم كرة القدم.نت (الإنجليزية)